# Возрождение (Рогачёвский район)
Возрожде́ние (бел. Адраджэнне) — деревня в Рогачёвском районе Гомельской области Беларуси. В составе Зборовского сельсовета.

## География
Располагалась в 4 км к югу от д. Ходосовичи Зборовского сельсовета. 

### Гидрография
Недалеко протекает река Днепр.

## История
Населенный пункт был известен с XVI века, в 1930-е годы здесь организовали колхоз.
Деревня на территории Рогачёвского района Гомельской области, уничтоженная немецко-фашистскими оккупантами вместе с жителями во время Великой Отечественной войны.
Перед войной в деревне проживало 140 человек.
В период Великой Отечественной войны в боях за населённый пункт и окрестности погибли 69 советских солдат. 
Гитлеровцы во время карательной операции 23 сентября 1943 г. погубили 61 жителя и сожгли деревню (25 дворов).
После войны не возродилась.
В 1970 году на могиле жертв фашизма установлен обелиск.
Деревня увековечена в мемориальном комплексе «Хатынь».

## Достопримечательность
- Обелиск на могиле жертв фашизма (1970)

## Ссылка
- Белорусская энциклопедия. Возрождение
- Топографическая карта Беларуси. Возрождение